# Koldo Sarasúa
Koldo Sarasúa Gamazo (Durango, Vizcaya, 18 de marzo de 1972) es un exfutbolista español que se desempeñaba como defensa.

## Clubes
| Club                            | País   | Año         |
| ------------------------------- | ------ | ----------- |
| Cultural Durango                | España | 1990 - 1991 |
| Bilbao Athletic                 | España | 1991-1995   |
| S. D. Eibar                     | España | 1995-1997   |
| U. D. Las Palmas                | España | 1997-2002   |
| Elche C. F.                     | España | 2002        |
| Real Oviedo                     | España | 2003        |
| Universidad de Las Palmas C. F. | España | 2003-2005   |
| U. D. Lanzarote                 | España | 2005-2006   |